# Music City Challenger 2007
Il Music City Challenger 2007 è stato un torneo di tennis facente parte della categoria ATP Challenger Series nell'ambito dell'ATP Challenger Series 2007. Il torneo si è giocato a Nashville negli Stati Uniti dal 5 all'11 novembre 2007 su campi in cemento.

## Vincitori

### Singolare
Jesse Levine ha battuto in finale  Alex Kuznetsov con il punteggio di 3–6, 6–2, 7–6(5)

### Doppio
Rajeev Ram /  Bobby Reynolds hanno battuto in finale  Ashley Fisher /  Stephen Huss con il punteggio di 6(4)–7, 6–3, [12-10]